# Hersilia nepalensis
Hersilia nepalensis är en spindelart som beskrevs av Baehr 1993. Hersilia nepalensis ingår i släktet Hersilia och familjen Hersiliidae.
Artens utbredningsområde är Nepal. Inga underarter finns listade i Catalogue of Life.